# 想い人
「想い人」（おもいびと）は、日本のポップ・ロック・バンドである緑黄色社会の楽曲。2019年8月30日にSony Music Labelsの社内レーベルEpic Records Japanより配信限定シングルとして発売された。作詞は長屋晴子、作曲は小林壱誓が手がけた。楽曲は、KADOKAWA配給映画『初恋ロスタイム』の主題歌として書き下ろされ、バンドにとって初の映画主題歌となった。2020年に発売されたフルアルバム『SINGALONG』に収録された。
2024年、ABEMA『今日、好きになりました。ニャチャン編』の挿入歌に採用された。

## 背景・リリース
2019年5月17日、同年9月20日に公開のKADOKAWA配給映画『初恋ロスタイム』の主題歌として「想い人」を書き下ろしたことを発表。「想い人」は、緑黄色社会にとって初となる映画主題歌となった。KADOKAWAのプロデューサーである高木智香は、かねてより「すごいインディーズバンドがいる」「絶対にブレイクするから今のうちからチェックした方がいい！」と様々な場所で緑黄色社会の名前を耳にして、ずっと気になる存在だったことを明かしていて、「メジャーデビューを経ての初めての映画主題歌をご一緒させていただけることになり、大変光栄に思っています」とコメントしている。同日、本作を使用した映画の予告映像が公開された。
8月23日、同月30日に配信限定シングルとして発売することを発表し、同時にジャケットアートワークとティザー映像（現在は非公開）を公開した。
2020年4月22日にフルアルバム『SINGALONG』の配信が開始され、「想い人」は「Mela!」と「inori」の間の4曲目に収録された。

## 制作
「想い人」の作詞は長屋晴子、作曲は小林壱誓が手がけた。小林によれば、映画『初恋ロスタイム』について各々の角度から作曲をした中から選んでおり、結果、自分の作った曲が映画とのハマりも良かったようで。監督さんも推してくださったんですと語っている。
長屋はかねてより「人を思いやる気持ち」を題材とした楽曲を書くことを考えていて、それで、今回、主題歌のお話をいただいたとき、自分たちが表現したいテーマだ！というところから、映画からインスピレーションをもらいながら、元々あった気持ちをさらに広げていったんですと語っている。以前より小林のワンコーラスのみのデモが存在しており、この段階で「想い人」と題されていて、長屋は曲はまだメロディーだけだっただけだったんですけど、そのタイトルがもう素晴らしいなと思っていたら、ちょうど映画のお話もいただいて、なおさらそういう方向性で進めたいなっていう。だから、タイトルからも広げていった感じですと語っている。
長屋は、これまでファルセットを使っていたような高音パートをあえて地声で歌っており、それ故の強さや曲に込めた想いがより表せたかなとと語っている。また、長屋は本作の間奏のギターリフ（ソロ）を気に入っており、すごく歌っている感じがするんですよ。しかも涙を堪えながらとコメントしている。ギターソロはデモ段階で入れたフレーズがそのまま使用されている。

## ミュージック・ビデオ
本作のミュージック・ビデオは、配信開始日の前日に当たる8月29日に公式YouTubeチャンネルで公開された。ミュージック・ビデオは、映画の内容に合わせて「時が止まった世界」をモチーフとした内容となっており、デジタルのビデオ・カメラとフィルム・カメラを使用して撮影された。監督は対馬天神。
なお、映像内のメンバーの動きが止まっているシーンは、実際にその場で制止しており、それをあとから調整している。

## 評価
『音楽ナタリー』は、2019年8月23日に発信した本作の配信リリースについての記事で、本作について小林壱誓（G, Cho）が作曲した優しく力強いメロディに乗せて長屋晴子（Vo, G）の歌声がエモーショナルに響くバラードと表現している。
『rockin'on.com』の高橋智樹は、本作で壮麗なストリングスアレンジとともに歌の絶景と呼ぶべき雄大なサウンドスケープを描き出してみせたとし、同時に、緑黄色社会の音楽が多彩さだけではなく、ポップミュージックの王道を担うに相応しい輝度と強度を備えていることを、改めて明確に伝えてくる楽曲でもあると評している。

## 演奏披露
2019年9月2日に行われた映画の完成披露上映会で初披露された。その後、『リョクシャ化計画2019』、『SINGALONG tour 2020 -夏を生きる-』、『SINGALONG tour 2020 -last piece-』などのライブでも演奏された。
2021年10月5日にぴあアリーナMMで開催された『MTV LIVE MATCH』（1日目）に緑黄色社会が登場し、日向坂46の齊藤京子をゲストボーカルとして迎えて本作を披露した。
2022年9月24日にNHK総合で放送された『Venue101 Presents 緑黄色社会 LIVE SPECIAL』では、アコースティック編成で披露された。

## クレジット
緑黄色社会
- 長屋晴子 – Vocal & Guitar
- 小林壱誓 – Guitar
- peppe – Keyboard
- 穴見真吾 – Bass

追加ミュージシャン
- 比田井修 – Drums
- 岡部磨知Strings – Strings